# Савостьянова, Валентина Борисовна
Валентина Борисовна Савостьянова (род. 21 сентября 1948 года, Донецк) — российский государственный и политический деятель. Депутат Государственной Думы третьего и четвёртого созывов, член депутатской группы Регионы России в третьем созыве и фракции «Родина» в четвёртом созыве, заместитель председателя комитета по труду и социальной политике.

## Биография
Валентина Борисовна родилась 21 сентября в 1948 году, в городе Донецке.
В 1971 году завершила обучение и получила диплом о высшем образовании Московского государственного университета, обучалась на юридическом факультете. В 2000 году окончила обучение в Российской академии государственной службы при Президенте Российской Федерации. Защитила кандидатскую диссертацию по юриспруденции — кандидат юридических наук.
С 1971 по 1986 годы работала на должности заведующей собесом Кировского района города Перми, была назначена заместителем начальника комитета социальной защиты населения Пермского облисполкома по вопросам пенсионного обеспечения.
С 1986 по 1994 годы трудилась в должности первого заместителя председателя Комитета социальной защиты населения администрации Пермской области.
В 1994 году и на протяжении пяти лет работала начальником Главного управления пенсионного обеспечения администрации Пермской области.
В 1999 году на выборах депутатов государственной Думы третьего созыва избрана депутатом по Березниковскому одномандатному избирательному округу № 137. В Государственной Думе занимала пост зампреда Комитета по труду и социальной политике. Член депутатской группы Регионы России. В декабре 2003 года полномочия завершены.
На выборах депутатов Государственной Думы четвёртого созыва вновь одержала победу в Березниковском одномандатном округе и продлила полномочия до 2007 года. Продолжила работу на посту зампреда Комитета по труду и социальной политике. Член фракции «Родина». Полномочия завершены в 2007 году.

## Семья
Замужем, воспитала двух сыновей.
Супруг — Михаил Матвеевич, военнослужащий, подполковник в отставке, работал в Комитете по охране природы Пермской области.

## Награды
Награждена:
- Орден «Знак Почета»;
- Орден Дружбы;
- Медаль ордена «За заслуги перед Отечеством» II степени (8 ноября 2007 года) — за заслуги в законотворческой деятельности, укреплении и развитии российской государственности[5];
- Заслуженный работник социального обеспечения РФ.